# Willy Reiber
Willy Reiber (* 20. Februar 1895 in München; † 28. November 1980 ebenda) war ein deutscher Szenenbildner, Filmregisseur, Filmproduzent und Fernsehproduzent.

## Leben
Nach einer Ausbildung zum Innenarchitekten kam er 1919 zum Film und übernahm als Chefarchitekt den Aufbau des Filmgeländes in Geiselgasteig. Besonders für Produktionen der heimischen Emelka entwarf er in den folgenden Jahren das Szenenbild, aber auch für Alfred Hitchcocks zweiten deutschen Film Der Bergadler.
Daneben übernahm Reiber auch mehrmals selbst die Regie. 1933 ging er nach Berlin und konzentrierte sich dort vornehmlich auf die Produktionsleitung für verschiedene Auftraggeber. In dieser Funktion war er unter anderem an dem Rühmann-Film Fünf Millionen suchen einen Erben und an der politisch motivierten Produktion Titanic beteiligt.
Nach dem Krieg wandte er sich ganz dem neuen Medium Fernsehen zu. Von 1953 bis zu seiner Pensionierung 1960 war er Produktionschef bei der ARD, anschließend arbeitete er für den Aufbau und die Entwicklung der Fernsehproduktion des Bayerischen Rundfunks. Er ist auf dem Münchner Ostfriedhof bestattet. Seine Nichte ist die Moderatorin Carolin Reiber.

## Filmografie

### Produktionsleitung
- 1934: Hanneles Himmelfahrt
- 1938: Die Frau am Scheidewege

### Filmbauten
| - 1921: Die Trommeln Asiens - 1921: Ein Fest auf Haderslevhuus - 1921: John Long, der Dieb - 1921: Der Verfluchte - 1922: Der Favorit der Königin - 1923: Opfer der Liebe - 1923: Das Abenteuer von Sagossa - 1923: Maciste und die chinesische Truhe - 1924: Die Tragödie einer Liebesnacht - 1924: Taras Bulba (2 Teile) - 1924: Die Flucht ins Paradies - 1925: Venetian Lovers - 1925: Aus der Jugendzeit klingt ein Lied - 1926: Der Bergadler (The Mountain Eagle) | - 1926: Heimliche Sünder - 1926: Die kleine Inge und ihre drei Väter - 1926: Ich hab mein Herz in Heidelberg verloren - 1926: Der Jäger von Fall - 1927: Hast Du geliebt am schönen Rhein? - 1928: Marquis d’Eon, der Spion der Pompadour - 1929: Waterloo - 1929: Bruder Bernhard - 1930: Boykott - 1932: Peter Voß, der Millionendieb - 1932: Kreuzer Emden - 1932: Eine Frau wie Du - 1932: Die Nacht der Versuchung |

### Regie
| - 1925: In den Sternen steht es geschrieben - 1927: Klettermaxe - 1927: Sturmflut - 1927: Das Geheimnis von Genf | - 1929: Spuren im Schnee - 1933: Johannisnacht - 1934: Schön ist jeder Tag den Du mir schenkst, Marie Luise - 1936: Donaumelodien |